# Christoph Zürrer
Christoph Zürrer (* 17. September 1969) ist ein Schweizer Politiker der Sozialdemokratischen Partei. Er ist seit 2003 Mitglied des Glarner Landrates, seit 2006 Präsident der SP-Landratsfraktion und seit 2016 Kantonsrichter der Zivilkammer.

## Biografie
Zürrer wurde am 17. September 1969 als jüngstes von drei Kindern geboren. Er wuchs in Kollbrunn, Kanton Zürich, auf und absolvierte 1989 die Matur Typus B an der Kantonsschule Rychenberg in Winterthur. Er studierte Allgemeine Geschichte und Germanistik an der Universität Zürich und schloss 1998 mit dem Lizenziat ab. 
Seit 1996 arbeitet Zürrer an der Kantonsschule Glarus, zunächst als Lehrbeauftragter für Geschichte, seit 2000 als Hauptlehrer für Geschichte und Deutsch und seit 2014 zudem als Prorektor. Zürrer ist geschieden und Vater von drei Kindern. Er wohnt seit 1998 mit seiner Familie in Glarus. Lange Zeit war Zürrer bei den Pfadfindern in den Kantonen Zürich und Glarus aktiv.

## Politik
2002 trat Zürrer der SP Mollis bei. Er ist seit 2003 Mitglied des Glarner Landrats. 2005 wurde Zürrer Präsident der SP Mollis und 2007 Vorstandsmitglied der SP Glarus Nord, die im Zug der Glarner Gemeindereform die Nachfolge der SP Mollis antrat. Seit 2006 ist Christoph Zürrer Präsident der SP-Landratsfraktion und Mitglied der kantonalen Geschäftsleitung. Zürrer hat im Landrat Motionen eingereicht zu den Themen Energiefonds, Öffentlichkeitsprinzip und Mehrjahresprogramm öffentlicher Verkehr. Er kandidierte bei den Ersatzwahlen vom 8. Februar 2009 für den Nationalratssitz des zurückgetretenen Werner Marti. Bei dieser Wahl musste sich Zürrer jedoch mit dem zweiten Platz hinter Martin Landolt begnügen.